# Batalla del Golf de Riga
La batalla del Golf de Riga, que va tenir lloc l'agost de 1915, va ser una operació naval de la Primera Guerra Mundial duta a terme per la Hochseeflotte (Flota d'Alta Mar alemanya) contra la flota russa del Bàltic, al golf de Riga.
L'objectiu de l'operació era destruir la flota russa ancorada al golf i facilitar la caiguda de la ciutat de Riga com a part de l'ofensiva alemanya en el front oriental. La flota alemanya no va aconseguir els seus objectius i amb l'anul·lació de l'ofensiva terrestre va preferir retirar-se.
Riga va romandre sota control rus fins a l'1 de setembre de 1917.

## Antecedents
Després de la batalla de Tannenberg i de la primera batalla dels llacs Masurians a finals de 1914, l'exèrcit alemany va aprofitar la retirada de l'exèrcit rus per a ocupar la costa de la regió de Kurzeme, amb les dues ciutats portuàries importants de Liepāja i Ventspils a mitjans de 1915, però no van ocupar Riga, el centre de Bàltic. Liepāja i Ventspils posseïen grans ports d'aigües profundes que els va permetre d'abastir a les tropes de terra des de la costa i als vaixells de guerra. Les forces russes es va mantenir a la defensiva, estenent camps de mines i realitzant atacs ocasionals contra el subministrament alemany de mineral provinent de Suècia.

## Planificació
La idea inicial del Comandament Suprem alemany va ser que una companyia mixta marítima i terrestre ataqués Riga, amb el desè exèrcit i amb el bloqueig del golf de Riga per part de les unitats de l'exèrcit i l'armada, semblant a la posterior operació Albió de 1917.
No obstant això, l'ocupació de Riga va haver de ser cancel·lada posteriorment a causa de la falta de forces, i l'armada es va fer càrrec de la planificació per a bloquejar els accessos de costa Riga, bloquejant l'entrada de l'estret d'Irbe (l'entrada sud del golf de Riga), i lluitant en el golf de Finlàndia contra les unitats de la flota russa del Bàltic.
La caiguda del golf de Riga estava prevista pel 8 d'agost de 1915. L'objectiu era el bloqueig de l'estret de Muhu amb mines col·locades pel minador Deutschland i el bloqueig del port de Pärnu, que era utilitzada com a base de submarins britànics.
A principis d'agost de 1915, moltes unitats importants de l'Hochseeflotte es van traslladar a la mar Bàltica per a participar en una incursió al golf de Riga. Els seus objectius eren la destrucció de les forces navals russes a la zona, sobre tot el cuirassat Slava, i bloquejar l'entrada de l'estret d'Irbe amb un camp de mines col·locat pel minador Deutschland.
La flota alemanya es va dividir en dos grups:
- El primer grup, sota el comandament del vicealmirall Ehrhard Schmidt, tenia la missió d'atacar les defenses navals del golf de Riga per a proporcionar suport a l'ofensiva terrestre. Aquest grup estava format per sis cuirassats predreadnought, 11 creuers i 56 destructors.[2]
- El segon grup, sota el comandament del vicealmirall Franz von Hipper, creuaria la mar Bàltica tractant de prendre avantatge d'una possible sortida del gruix de la flota russa del golf de Finlàndia per a destruir-la. Aquest grup estava format per quatre cuirassats de la classe Nassau, quatre cuirassats de la classe Helgoland, tres creuers (SMS Moltke, SMS Von der Tann i SMS Seydlitz), a més de petits vaixells d'escorta.[3]

## Batalla

### Incursió del 6 al 9 d'agost de 1915
Els plans de l'armada alemanya estipulava la creació dues rutes a través dels extensos camps de mines col·locades entre l'estret d'Irbe i l'oest de Saaremaa en 3 hores, per a donar prou espai a les unitats pesades per a maniobrar.
El 8 d'agost es va fer el primer intent de penetrar al golf per a eliminar el camp de mines de la barrera. Els vells cuirassats SMS Braunschweig i SMS Elsass havien de vigilar al cuirassat rus Slava mentre que els dragamines obrien un camí a través del camp de mines. La resta de la flota alemanya va creuar el Bàltic per a evitar la intervenció d'altres unitats de la flota russa.
A les 03,50 h, la segona divisió de rastreig de mines, sota la coberta del cuirassat SMS Braunschweig i del creuer lleuger SMS Bremen, va començar a treure mines a prop de l'estret d'Irbe. A les 04,45 h, el dragamines Neufahrwasser es va dirigir a la península de Sõrve, amb els seus nou dragamines auxiliars i sota la coberta del petit creuer Thetis. Mentrestant, dos vaixells de guerra russos, el Grosjaschtschi i el Chrabry van començar a bombardejar als dragamines a llarga distància, però el seu foc va ser tornat pel SMS Bremen i pel SMS Braunschweig. La remoció de mines es va fer de forma constant durant tot el període. Al voltant de les 10.30 h, els russos van realitzar les primeres mesures enèrgiques contra els vaixells alemanys i van enviar al cuirassat Slava a l'estret Irbe per a evitar la recerca de mines. Aquests va obrir foc sobre el SMS Braunschweig i el SMS Alsaciaen a 16.000 metres de distància, però els alemanys van respondre ràpidament i el Slava es va retirar al golf de Riga.
La caiguda de la nit va obligar a aturar les operacions, sense finalitzar el camí entre el camp de mines i sense que el minador Deutschland completés la seva barrera de mines a l'entrada meridional de l'estret de Muhu, A la nit, sense punts de referència en aigües desconegudes, l'empresa es va considerar massa perillósa. No obstant això, aquesta barrera va ser un punt focal de la planificació alemanya per a evitar que els reforços russos arribessin a les bases de la flota del Bàltic del nord.
Els vaixells van esgotar les seves reserves de carbó perquè van estar navegant més temps del previst. Totes les unitats, excepte unes poques que es van quedar per a protegir els camins aclarits en el camp de mines, van anar als ports de Liepāja i Ventspils per abastir-se de carbó per a continuar l'endemà. Llavors el submarí britànic HMS E1 va atacar el SMS Stralsund, i el submarí rus Gepard al SMS Lübeck.
Simultàniament, els creuers cuirassats SMS Roon i SMS Prinz Heinrich van ser enviats a bombardejar les instal·lacions russes al cap de Säär de l'illa de Saaremaa. Alguns destructors estaven ancorats en Säär i un va ser danyat pels bombardejos. El creuer de batalla SMS Von der Tann i el creuer lleuger SMS Kolberg van bombardejar l'illa d'Utö.
L'11 d'agost, els vaixells russos Nowik, Finn, Dobrovolec, General Kondratenko, el minador Amor i altres cinc vaixells va aconseguir col·locar un total de més de 350 mines en l'estret Irbe.

### Incursió del 16 al 19 d'agost de 1915

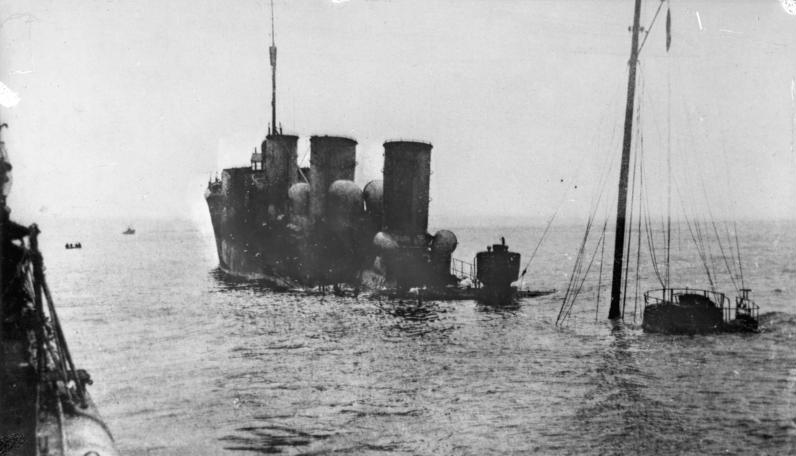
El destructor V99, enfonsat el 17 d'agost després de topar contra dues mines

El 16 d'agost es va fer un segon intent, utilitzant les unitats del grup d'Hipper. Els cuirassats SMS Nassau i SMS Posen, quatre creuers lleugers i 31 torpediners van trencar les defenses del golf. Al primer dia de l'assalt, el dragamines alemany T 46 va ser enfonsat juntament amb el destructor V 99.
El 17 d'agost, el SMS Nassau i el SMS Posen van tenir un breu intercanvi d'artilleria amb el Slava, que va acabar retirant-se després de rebre tres impactes.
Després de tres dies, ja s'havia netejat el camp de mines, i el 19 d'agost la flota alemanya va navegar cap a la badia, però després de ser informats de les activitats dels submarins aliats al golf, la flota es va retirar l'endemà. Durant l'operació, els creuers de batalla alemanys es va mantenir en el Bàltic per a proporcionar cobertura contra qualsevol acció de la flota russa.
Al matí del 19 d'agost, el SMS Moltke va ser torpedinat pel submarí britànic HMS E1; el torpede va ser albirat des del vaixell quan ja només estava a 183 metres de distància. Sense la capacitat de maniobra, el torpede va impactar per sota de la línia de flotació del vaixell. L'explosió va danyar diversos torpedes sense que arribés a explotar la càrrega. Vuit homes van morir i 435 tones d'aigua van inundar el vaixell. El vaixell va ser posteriorment reparat en les drassanes Blohm & Voss d'Hamburg, entre el 23 d'agost i el 20 de setembre.